# Эффузия (геология)
Эффу́зия (от лат. effusio — излияние) — излияния жидкой лавы, образующей покровы и потоки. Отложения сложены эффузивными горными породами.

## Виды эффузий
- Эффузия латеральная[2] — излияние лавы из кратеров, расположенных на склонах вулкана в удалении от главного кратера.
- Эффузия субтерминальная[3] — излияние лавы, происходящее из выводного канала, расположенного на внешнем склоне центрального вулкана, недалеко от главного кратера
- Эффузия терминальная[4] — излияние лавы из вершинного кратера.